# Seigneuriage
Seigneuriage of sleischat (ook geldscheppingswinst of in het Engels en door deskundigen seigniorage genoemd) is het muntloon en de bron van inkomsten voor een centrale bank en een Staat. Het begrip seigneuriage is afkomstig van het woord 'seigneur', wat Frans is voor 'heer'. Enkel een seigneur of muntheer had vroeger het recht munten te slaan.
In het modern monetair beleid heeft een staat het alleenrecht om geld te creëren en heeft een centrale bank de emissiemonopolie van het chartale geld. Er zijn afspraken voor het verdelen van de seigneuriage tussen de staat en de centrale bank; ook als de staat geen aandeelhouder is van de centrale bank.

## Centralebankgeld
Commerciële banken, in vakjargon secundaire banken genoemd, worden door een centrale bank voorzien van centralebankgeld of basisgeld in de vorm van chartaal geld. Deze geldreserve wordt uitgegeven wanneer giraal geld wordt gefinaliseerd naar cashgeld via een loket of geldautomaat. De commerciële banken betalen dan hiervoor de nominale waarde van de bankbiljetten aan de centrale bank:
PassivaHet nieuwe gedistribueerde geld, vaak bankbiljetten, worden als schulden gezien bij de centrale bank en verschijnt op de passiefzijde van de balans voor de betreffende commerciële banken.
ActivaOm het nieuwe verkregen geld te betalen kunnen commerciële banken hun activa overdragen zoals vreemde valuta of daarvoor geld lenen bij de centrale bank. Dit verschijnt dan op de actiefzijde van de balans en zijn voornamelijk rentegevend.

## Muntloon
Het muntloon verwijst enerzijds naar de geldelijke vergoeding betaald aan het munthuis en drukkerij voor het aanmunten van het geld en anderzijds naar de zuivere winst dat wordt gecreëerd door het aankopen van activa en de geldschepping:
Winst = nominale waarde - (intrinsieke waarde + muntproductieproces)

### Sleischat
Seigneuriage of seigniorage noemt in het Oudnederlands de "sleischat" en stond alleen in het teken van chartaal geld omdat giraal geld toen nog niet was ingevoerd. Het werd vaak door oude vorsten misbruikt om meer inkomsten te genereren door muntverzwakking. Doordat het gehalte van edelmetaal in het geniep werd verlaagd was er enerzijds meer zuivere winst en anderzijds hielden vorsten muntstukken met een hoger gehalte aan edelmetaal uit de handel voordat het volk dit doorhad. De vorsten hadden hierdoor dubbele seigniorage-inkomsten.
Ook werd in het verleden muntverzwakking toegepast met medeweten van de bevolking omdat het edelmetaal na loop van tijd eenmaal meer kostte dan de nominale waarde vermeld op de munt. In dit geval werden de soortgelijke circulatiemunten opgepot door de bevolking. Het gevolg van muntverzwakking is ook gekend onder het fenomeen de Wet van Gresham.

### Bankbiljetten
Wanneer Belgische en Nederlandse toeristen naar Spanje reizen komen hun euro's uiteindelijk bij de Banco de España terecht. Aangezien het aantal uitgegeven bankbiljetten per centrale bank wordt geregistreerd, zal dit na loop van tijd ontzettend variëren. Omdat de uitgifte volledig is gebaseerd op de vraag naar die biljetten, hoeft Banco de España nu minder biljetten in omloop te brengen. Om deze reden verdelen centrale banken in de eurozone het bedrag dat wordt verdiend aan de uitgifte van bankbiljetten onder elkaar.

### Rente
Een centrale bank verdient een rente op het uitgeleend geld of krijgt een rendement op de activa wat resulteert in seigniorage-inkomsten en muntloon.

### Aankoop activa
De seigniorage-inkomsten zijn sinds 2008 in Europa fors gedaald. Sinds de mondiale financiële crisis in 2008 kwamen de basisrentetarieven voor de Europese Centrale Bank in de buurt van hun effectieve ondergrens; waarbij nog verlagen echter zinloos was. Om op zoek te gaan naar andere bronnen van inkomsten werd er samen met de nationale centrale banken verschillende activa gekocht, waaronder waardepapieren van Europese supranationale instellingen, bedrijfsobligaties, effecten op onderpand van activa en gedekte obligaties. Hierdoor stijgt de prijs van deze waardepapieren door de toegenomen vraag.

## Europese Centrale Bank (ECB)
Ondanks de ECB in de eurozone zelf geen geld produceert noch uitgeeft, is er wel algemeen overeengekomen door de deelnemende landen dat de ECB momenteel 8% seigniorage-inkomsten ontvangt door de Europese geldschepping. Het overige wordt verdeeld onder de deelnemende Staten en hun Nationale Centrale Banken.